# Skvyra

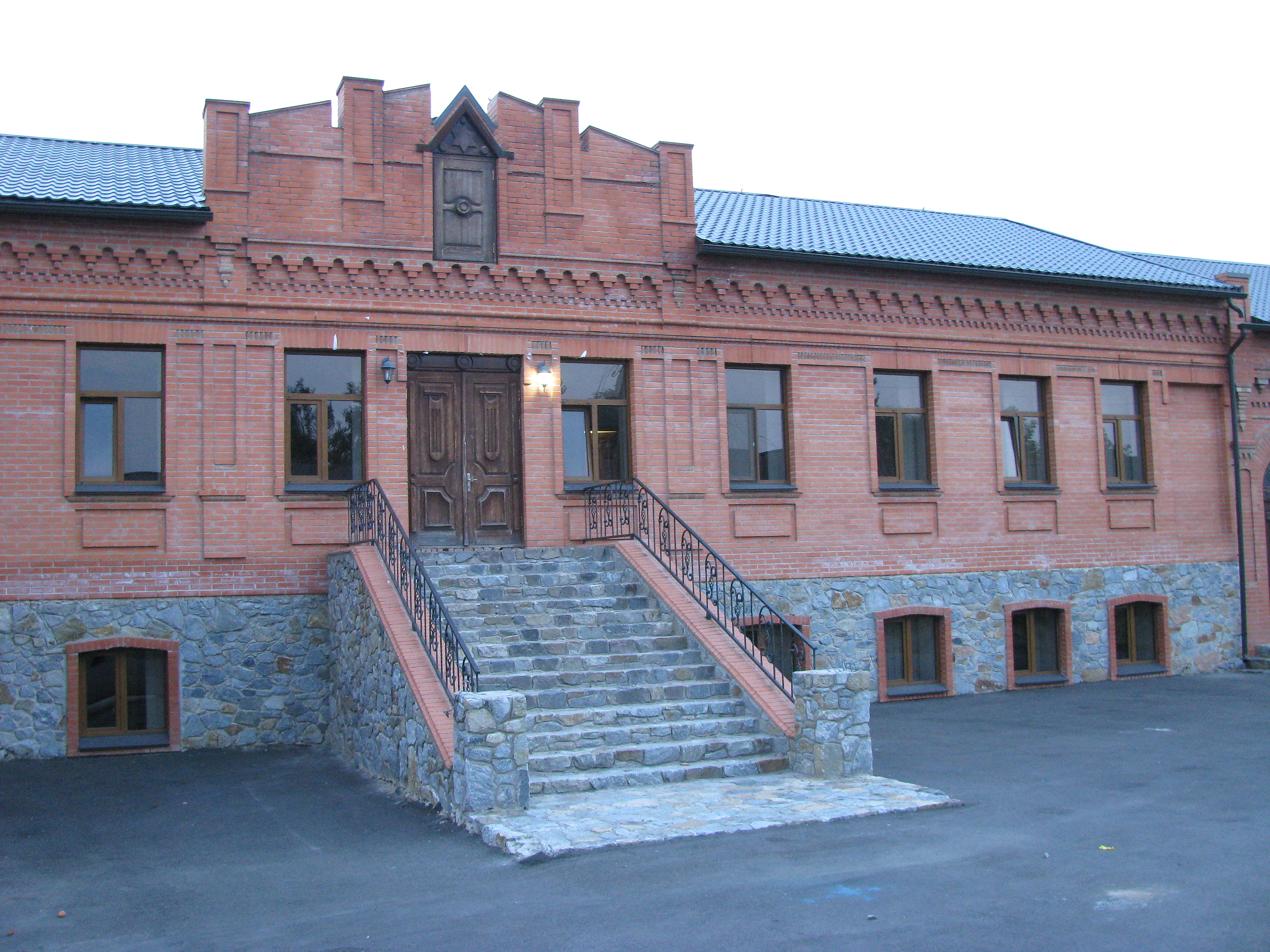
Skvyra

Skvyra (ukrainska: Сквира uttal (fil)) är en stad i Kiev oblast i centrala Ukraina. Den är administrativ huvudort för Skvyra rajon och hade 16 800 invånare i början av 2012.

## Stadens judiska historia
Staden har under de senaste århundradena haft en betydande judisk befolkning. Skvyra var en medeltida stad som förstördes helt i slutet av 1500-talet. 1736 nämns den som en by (selo) med judisk befolkning. 1897 bodde 8 910 judar i staden, vilket var 49,5 procent av stadens hela befolkning. Under det ryska inbördeskriget led judarna i staden svårt och flera hundra dödades. 1926 fanns enbart 4 681 judar i staden. Än värre blev det från 1941 och framåt, under andra världskriget. Då ockuperades staden av tyska trupper och nästan 1 000 judar dödades. I slutet av 1960-talet bodde omkring 500 judar i staden. 